# Angioplastia
| Angioplastia |
| --- |
| Angioplastia em artéria coronária direita, com implantação de stent: A: introdução do cateter de balão e stent na artéria obstruída B: o balão é inflado, expandindo o stent contra a parede da artéria C: o cateter e o balão são removidos, permanecendo o stent expandido dentro da artéria, sendo restabelecido o fluxo sanguíneo normal. |
| Informações |
| Nome completo: angioplastia transluminal percutânea |
| Campo da medicina: hemodinâmica |
| Tipo de intervenção: percutânea, minimamente invasiva |
| Primeira aplicação: Dr. Charles Theodore Dotter, em 16 de janeiro de 1964 nos Estados Unidos |
| Aviso médico |
| Enfatiza-se a leitura de A Wikipédia não dá conselhos médicos |

Angioplastia transluminal percutânea, também conhecida por angioplastia por balão ou simplesmente angioplastia, é um procedimento minimamente invasivo no campo da hemodinâmica, que tem como finalidade, desobstruir por expansão, artérias ou veias obstruídas, restabelecendo assim o lúmen e o fluxo normal do vaso sanguíneo. Em geral, é o procedimento recomendado para tratar aterosclerose, e na desobstrução de vasos sanguíneos com formação de placas de gordura ou de trombos de sangue.
A angioplastia abrange todas as formas de tratamentos vasculares que são normalmente realizadas por intervenção percutânea, procedimento onde o acesso aos órgãos internos ou tecidos é feito por punção da pele, sem necessidade de uma abordagem em que os órgãos internos ou tecidos fiquem expostos, normalmente com uso de um bisturi. Em alguns casos, como na ocorrência de um importante acúmulo de cálcio ou alto grau de obstrução do vaso sanguíneo, pode ser realizada previamente uma aterectomia, procedimento que remove grande parte do material acumulado, permitindo melhores resultados da angioplastia.
O nome angioplastia tem origem no grego antigo, combinando as palavras ἀγγεῖον ("vaso" ou "cavidade" do corpo humano) e πλάσσω ("forma" ou "molde").

## Procedimento

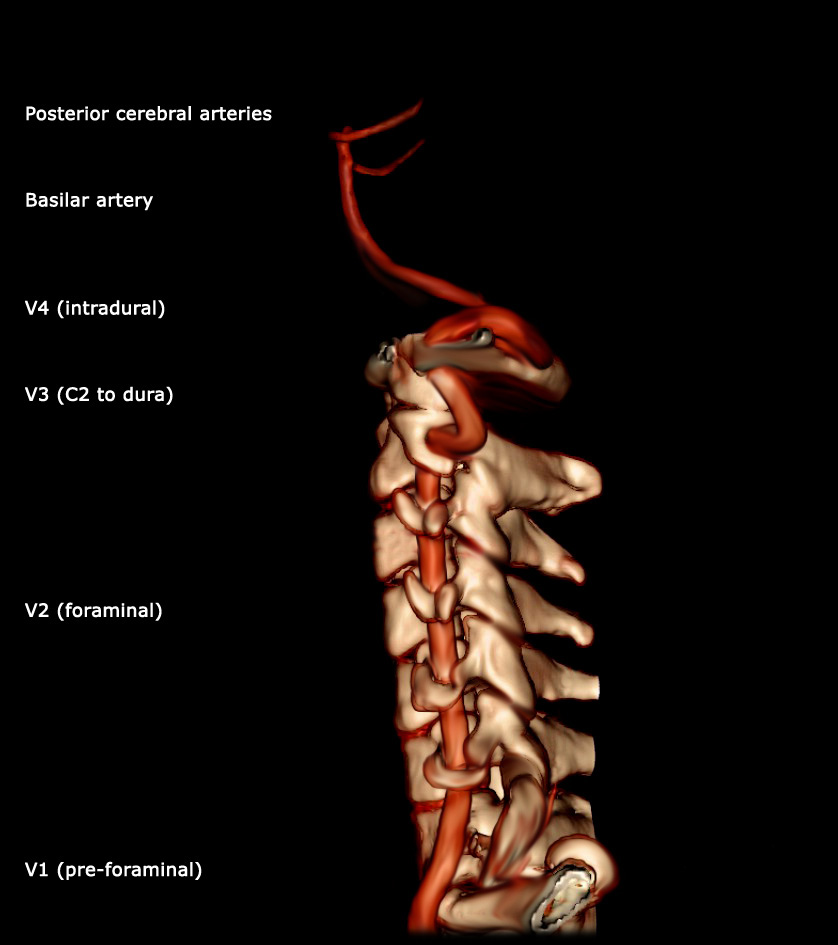
Imagem tridimensional de uma artéria vertebral.

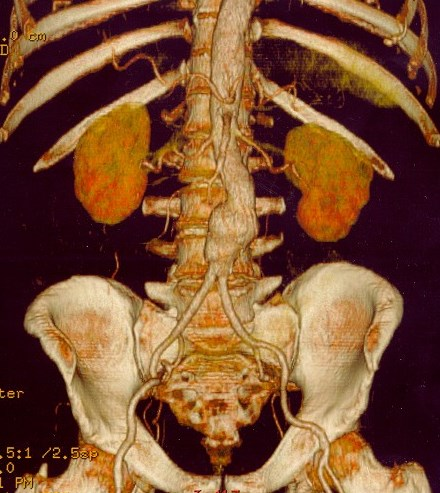
Imagem tridimensional mostrando um aneurisma da aorta abdominal.

### Exames preliminares
Para visualizar os vasos sanguíneos e eventuais obstruções e aneurismas, é realizado previamente um cateterismo, em que um cateter é introduzido na corrente sanguínea através de uma artéria, utilizando-se a  técnica de Seldinger, que também servirá para a realização da angioplastia. Todo o percurso do cateter é orientado por imagens geradas em tempo real por fluoroscopia ou radiodensidade, injetando-se substâncias radio-contrastantes. Podem também ser providenciados previamente exames de imagem, como tomografia e angiotomografia, que produzem imagens tridimensionais dos vasos sanguíneos.

Angioplastia sem stent
A: o cateter é introduzido com o balão desinflado, atingindo a obstrução.
B: o balão é inflado, expandindo o vaso sanguíneo.
C: o cateter e o balão desinflado são removidos, deixando o vaso com seu diâmetro original.

### Intervenção
Depois de concluído o cateterismo e analisadas as imagens, tem início a angioplastia, caso seja necessária. Um minúsculo balão desinflado é ligado à extremidade de um  cateter de balão, que é introduzido no vaso sanguíneo, até atingir a obstrução. Ao estar posicionado na obstrução, o balão é inflado, expandindo o vaso sanguíneo e sua parede muscular circundante até que o vaso atinja seu diâmetro normal, permitindo assim uma melhora no fluxo sanguíneo. Para inflar o balão, utiliza-se líquido inerte e uma substância radio-contrastante, a uma pressão maior do que a pressão sanguínea. Concluído o procedimento, o balão é desinflado e o conjunto cateter/balão é removido. Depois da remoção, o pequeno orifício remanescente no vaso, por onde foi feita a introdução do cateter, é tratado por compressão aplicada sobre este durante um determinado tempo, que pode chegar a algumas horas, até que se complete a hemostase da parede vascular. Para isto, é utilizado um  dispositivo de estanqueidade vascular.

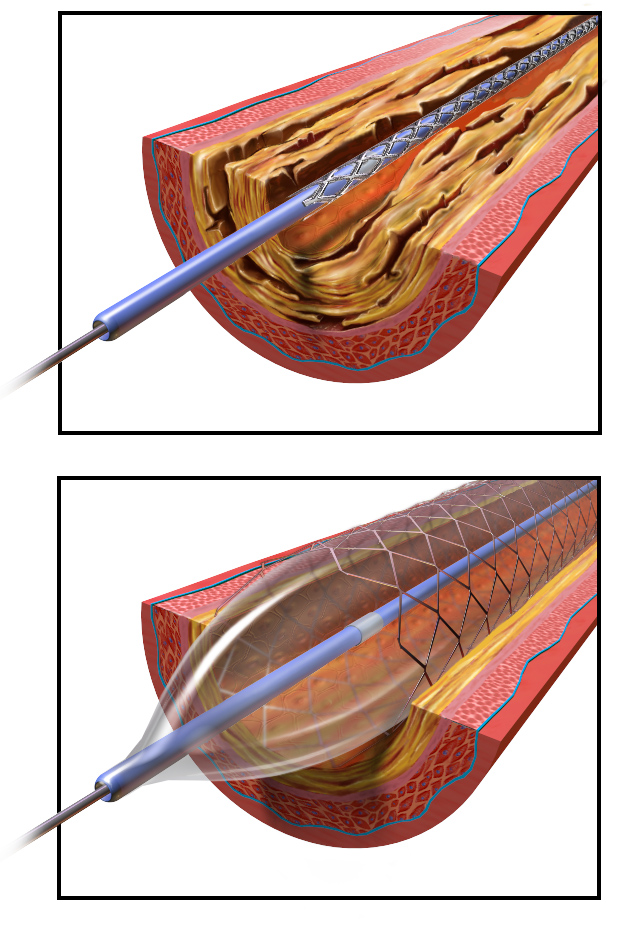
Angioplastia com stent
Acima: o cateter com o balão desinflado, envolvido pelo stent, é posicionado na obstrução.
Abaixo: o balão é inflado, expandindo o stent e o vaso sanguíneo obstruído.

#### Uso destents
Em alguns casos, pode ser necessário o implante de um dispositivo que permanece dentro do vaso, chamado stent. É uma minúscula tela de formato cilíndrico, normalmente metálica que, introduzida junto com o balão (envolvendo-o externamente), também se expande quando este é inflado. Ao ser desinflado e removido o balão, o stent permanece expandido dentro do vaso, mantendo assim o seu diâmetro normal, e desobstruído. Um tipo especial de stent, chamado stent farmacológico, libera em um lento processo de absorção, uma substância da qual é revestido. Esta substância bloqueia a proliferação celular (provocada pela presença de um corpo estranho), evitando a fibrose que, juntamente com coágulos (trombos), poderiam bloquear novamente a artéria, em um processo chamado reestenose. Este tipo de stent é indicado em alguns casos específicos, como em artérias de diâmetros menores que 2,5 mm e em pacientes portadores de diabetes. Outro tipo de stent, uma evolução dos convencionais, chamado stent bioabsorvível, começou a ser desenvolvido no final doa anos 2000 e passou a ser amplamente utilizado depois de alguns anos de pesquisas. É constituído de um tipo de polímero, que começa a ser absorvido pelo organismo seis meses depois de implantado. Depois de dois a três anos são completamente absorvidos, não havendo mais risco de proliferação celular, pela presença de um corpo estranho no organismo.

## Aplicações específicas

### Angioplastia coronária
A angioplastia coronária ou intervenção coronária percutânea (em inglês, percutaneous coronary intervention – PCI) é realizada por um cardiologista intervencionista, para tratar obstruções das artérias coronárias, causadas pelas doenças arteriais coronarianas. É realizada, introduzindo-se o cateter através da artéria femoral ou da artéria radial. Antes da angioplastia coronária, é realizado um  cateterismo de coronárias, para localizar as obstruções.

### Angioplastia periférica
A angioplastia periférica, realizada por um cirurgião vascular, ou outro especialista intervencionista, trata das obstruções em vasos sanguíneos que não pertencem às artérias coronárias. Em geral, trata das obstruções ateroscleróticas do abdômen, pernas e artérias renais, causadas por doença arterial periférica.

### Angioplastia da carótida
A estenose da artéria carótida [en] é tratada com angioplastia em um procedimento para implante de um stent de carótida [en] em pacientes com alto risco para a realização de uma endarteriectomia (endarteriectomia de carótida [en].

### Angioplastia da artéria renal
A obstrução da artéria renal, uma das causas da hipertensão arterial e do comprometimento da função renal, pode ser tratada por angioplastia, com ou sem implante de stent.

### Angioplastia venosa
A angioplastia é usada ocasionalmente para tratar obstruções venosas, como da veia subclávia, causada pela síndrome do desfiladeiro torácico.

## Contraindicações
A angioplastia requer um vaso sanguíneo, em geral a artéria femoral, a artéria radial ou a veia femoral para permitir o acesso dos fios e cateteres ao sistema vascular. Se houver dificuldade de acesso a esses vasos, a angioplastia está contraindicada. Um pequeno diâmetro do vaso, a presença de calcificação posterior, oclusão, hematoma ou existência de uma revascularização [en] podem tornar o acesso ao sistema vascular muito difícil.
Em pacientes com alergia ao iodo, uma pré-medicação com esteroides e seleção adequada do tipo de contraste reduzem o risco de reações alérgicas graves.

## Riscos e complicações
Comparando-se com as cirurgias, com exposição de órgãos e tecidos, a angioplastia é uma opção de menor risco para o tratamento das condições para as quais é utilizada, mas existem riscos únicos, potencialmente perigosos e complicações associadas à angioplastia:
- Embolização [en], oclusão do vaso causada pelo lançamento de detritos na corrente sanguínea. Ocorre com maior incidência na angioplastia assistida por laser.[1]
- Ruptura arterial por pressão excessiva no cateter balão, uso de um balão maior ou mais rígido que o necessário, ou calcificação do vaso.[1]
- Formação de hematoma ou  pseudoaneurisma (acúmulo de sangue entre as duas camadas externas de uma artéria), causada pela incisão do cateter no vaso.[1]
- Lesões induzidas pela radiação dos raios-X utilizados, principalmente com o uso de fluoroscopia. Em 2010, a agência norte-americana reguladora da Saúde pública Food and Drug Administration (FDA), regulamentou os procedimentos para reduzir os riscos de radiação na angioplastia.[1]
- A angioplastia é um tratamento menos duradouro para a aterosclerose e mais propenso a  reestenose, em comparação com a revascularização [en] ou a ponte aorto-coronária.[10]
- Em casos raros, na angioplastia com implantação de stent, pode ocorrer o seu desprendimento do cateter (estando o stent ainda não expandido), sendo necessário removê-lo. O risco mais importante ocorre nas tentativas de passar o stent através de lesões muito calcificadas ou vasos tortuosos, ou ainda quando se tenta retroceder depois de uma falha na tentativa de se cruzar a lesão.[11]

## Recuperação
Depois da operação, a maioria dos pacientes fica sob monitoração durante a noite, mas, caso não haja complicações, eles são enviados para casa no dia seguinte.
O local do cateter é checado para sangramento e inchaço; a frequência cardíaca e a pressão sanguínea são monitoradas. Geralmente, paciente recebem medicação que os relaxa para proteger as artérias contra espasmos. Tipicamente, pacientes são capazes de andar de duas a seis horas depois da operação e retornar à rotina normal na semana seguinte.
A recuperação da angioplastia consiste em evitar atividades físicas por várias dias depois da operação. Pacientes são aconselhados a evitar qualquer tipo de levantamento de peso ou outras atividades físicas intensas por uma semana. Pacientes precisarão evitar estresse físico ou atividades esportivas prolongadas por, no máximo, duas semanas depois de uma delicada angioplastia de balão.
Depois do período inicial de recuperação de duas semanas, a maioria dos pacientes de angioplastia podem começar a retomar exercícios de baixo nível. Recomenda-se um programa progressivo de exercício, por meio do qual pacientes inicialmente realizam diversos períodos curtos de exercício por dia, progressivamente aumentando para um ou dois períodos de exercício mais longos. Como precaução, todos o planejamento de exercícios deve ser aprovado por um cardiologista antes de se iniciado.
Via de regra, receita-se a pacientes com stents o antiplaquetário clopidogrel, o qual se toma ao mesmo tempo que o ácido acetilsalicílico (aspirina). Estas medicações destinam-se a prevenir coágulos de sangue e, geralmente, são tomadas, no mínimo, pelos primeiros meses depois da operação. Na maioria dos casos, pacientes recebem estas medicações por um ano.
Pacientes que observarem inchaço, sangramento ou dor no local de inserção, desenvolverem febre, sentirem-se cansados ou fracos, notarem uma mudança na temperatura ou cor no braço ou na perna utilizada ou tiverem falta de ar ou dores no peito devem procurar orientação médica imediatamente.

## História
A angioplastia foi descrita pela primeira vez pelo radiologista intervencionista Charles Dotter em 1964. Dotter foi pioneiro na medicina moderna com a invenção da angioplastia e do stent introduzido via cateter, os quais foram usados pela primeira vez para tratar doença arterial periférica. Em 16 de janeiro de 1964, Dotter dilatou percutaneamente uma estreita estenose localizada da artéria femoral de uma mulher de 82 anos com uma dolorosa isquemia e gangrena na perna, a qual havia se recusado a amputar. Depois da dilatação bem sucedida da estenose com um fio-guia e cateteres coaxiais de teflon, a circulação retornou à perna. A artéria dilatada continuou aberta até a paciente morrer de pneumonia dois anos e meio depois. Charles Dotter é comumente conhecido como o "pai da radiologia intervencionista" e foi indicado ao Prêmio Nobel de medicina em 1978.
A primeira angioplastia coronária percutânea num paciente acordado foi realizada em Zurique pelo cardiologista alemão Andreas Gruentzig em 16 de setembro de 1977.
Em 1983, o neurocirurgião russo Zubkov e colegas relataram o primeiro uso da angioplastia transluminal percutânea para vasoespasmo depois de uma hemorragia subaracnóidea aneurismática.
Ingemar Henry Lundquist inventou o cateter de balão sobre o fio que é utilizado na maioria dos procedimentos de angioplastia no mundo.